# رامس‌گیت
latitudeرامس‌گیتlongitudeرامس‌گیت
رامس‌گیت یک شهر ساحلی در منطقه ثانت در شرق کنت، انگلستان است.
این شهر یکی از بزرگ‌ترین شهرهای ساحلی انگلستان در قرن ۱۹ و عضو کنفدراسیون باستانی پنج بندر بود. جمعیت این شهر نزدیک به ۴۰٬۰۰۰ نفر است. جاذبه اصلی رامس‌گیت در خط ساحلی بودن آن است که به دنبال آن صنعت این شهر ماهیگیری و توریسم است. رامس‌گیت یکی از بزرگ‌ترین تفریح‌گاه‌های ساحلی در ساحل جنوب انگلستان را داراست و بندر رامس‌گیت سال‌های زیادی است که تأمین‌کننده خدمات برای کشتی‌ها است.

## تاریخچه

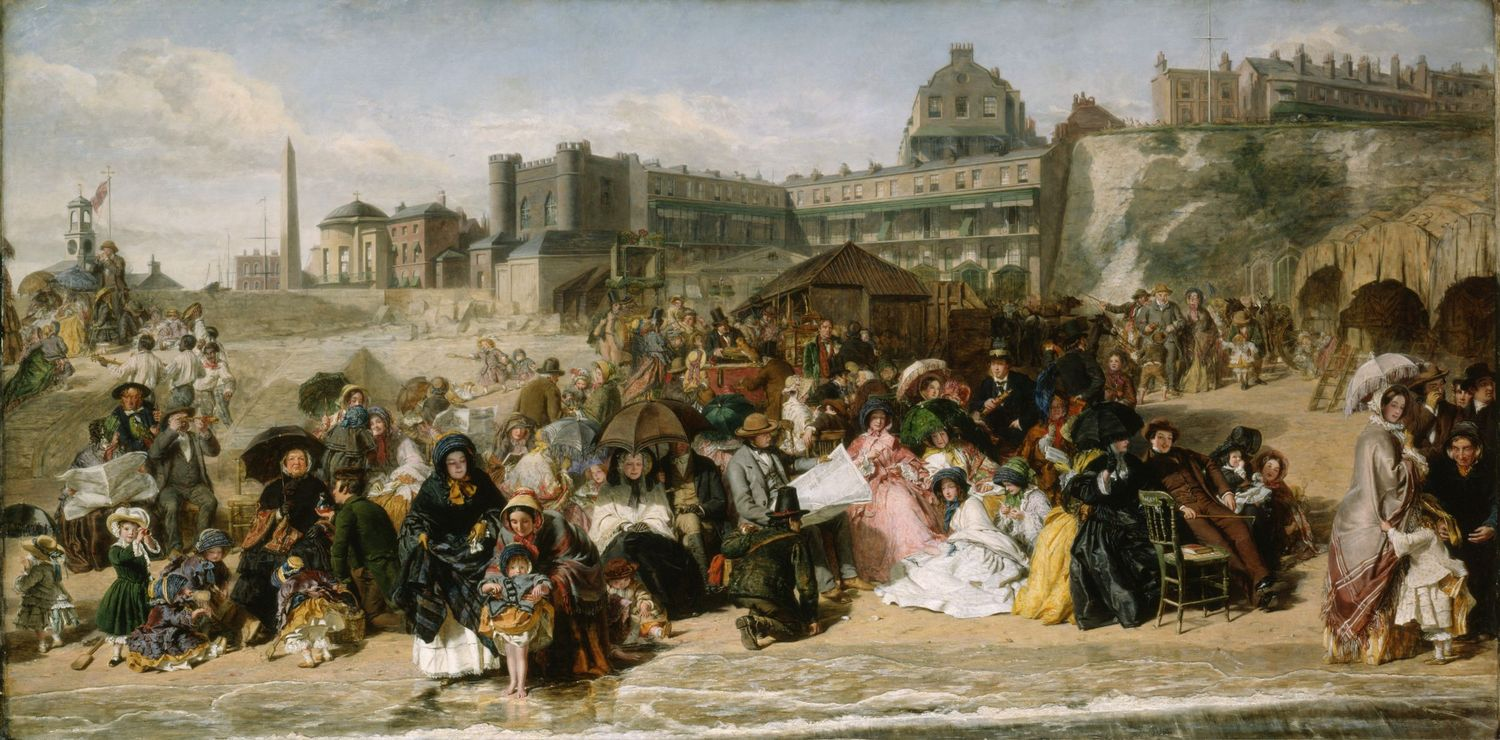
شن و ماسه رامس‌گیت در ۱۸۵۴

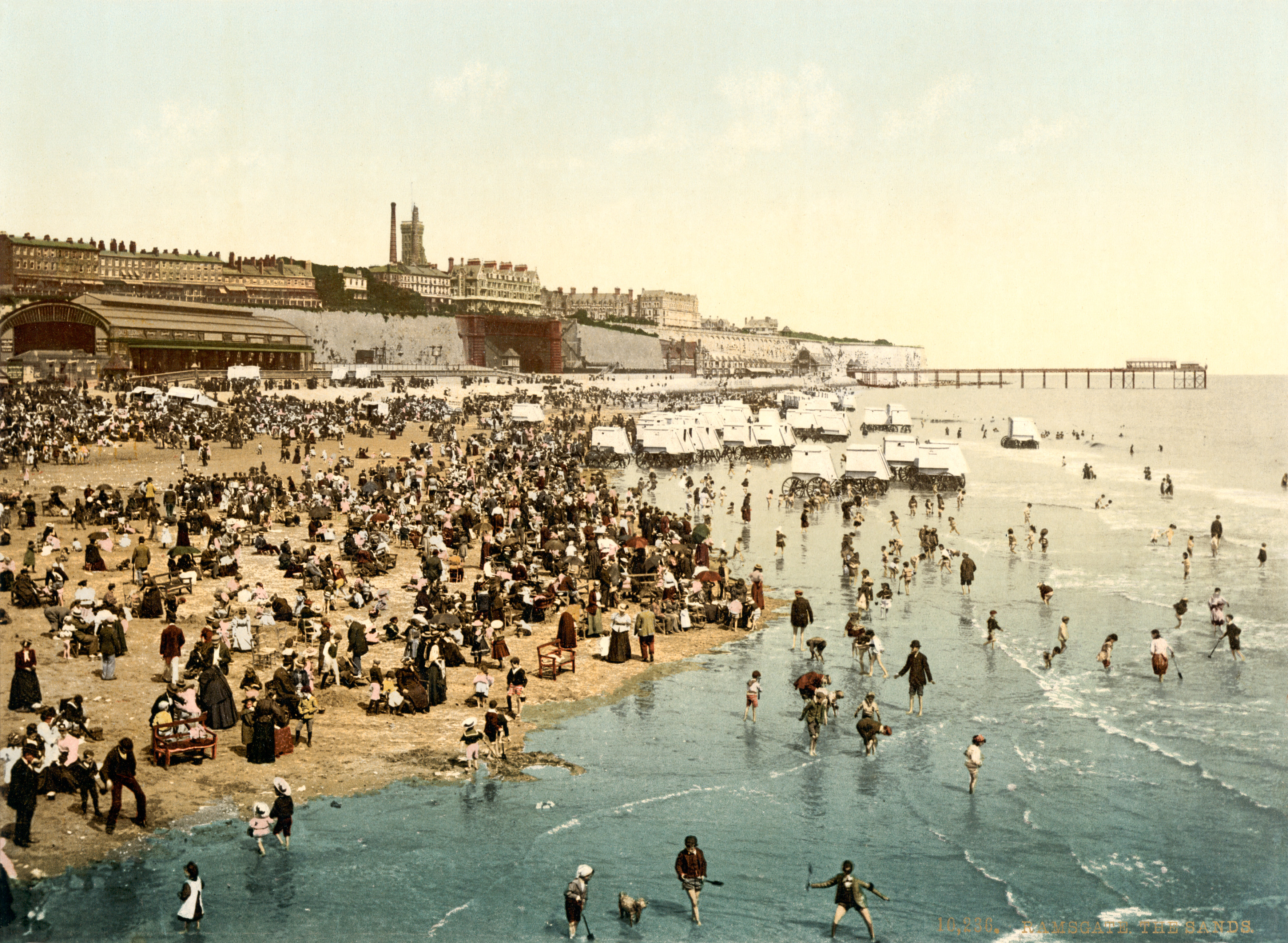
نگاره ساحل, ۱۸۹۹

رامس‌گیت در ابتدا یک دهکده بود که اغلب مردمش به ماهیگیری و کشاورزی مشغول بودند.
در سال ۱۲۷۴-۵ میلادی تبدیل به شهر شد که در ابتدا نام‌های متفاوتی داشت اما از سال ۱۳۵۷ میلادی آن منطقه را رامس‌گیت می‌شناسند.
سنت آگوستین مبلغ مسیح در سال ۵۹۷ برای تبلیغ و ارشاد مردم به نزدیکی رامس‌گیت فرستاده شد.
رامس‌گیت عضو کنفدراسیون باستانی پنج بندرزیرشاخه سندویچ کنت بود. ساخت و ساز بندرگاه رامس‌گیت در سال ۱۷۴۹ آغاز و تقریباً در سال ۱۸۵۰ به پایان رسید. برتری بندرگاه رامس‌گیت این بود که تنها بندرگاه سلطنتی بریتانیا در آن زمان بود. و بخاطر نزدیکی به سرزمین‌های اصلی اروپا، رامس‌گیت تبدیل به مرکز هدایت سوارنظام در جنگ‌های ناپلئونی و پاک‌سازی دانکرک در سال ۱۹۴۰ شد.
نقاش چیره‌دست ونسان ون گوگ در آوریل ۱۸۷۶ در سن ۲۳ سالگی به رامس‌گیت نقل مکان کرد. او کارش را به عنوان یک معلم در مدرسه محلی در جاده سلطنتی آغاز کرد.
در سال ۱۹۰۱ یک خط آهن برقی که در آن زمان در بریتانیا انگشت‌شمار بود شهرهای رامس‌گیت، مارگیت و بروداستیرز را توسط یک خط ۱۱ مایلی به هم متصل کرد.
در جنگ جهانی اول، رامس‌گیت هدف بمب‌های کشتی‌های هوایی زپلین قرار گرفت. در سال ۱۹۱۷ نیروی هوایی سلطنتی پایگاهی را در نزدیکی رامس‌گیت ایجاد کرد که قسمت مهمی از خط دفاعی بریتانیا بود. نیروی هوایی سلطنتی در جنگ جهانی دوم نیز عملیات‌های مهم را نیز از آنجا هدایت می‌کرد، حالا به آن فرودگاه بین‌المللی کنت می‌گویند.
در اکتبر سال ۱۹۳۹ نیروی دریایی سلطنتی ایستگاه گارد ساحلی رامس‌گیت را تأسیس کرد که به آن اچ‌ام‌اس فِروِنت می‌گفتند که هدایت‌کننده قایق‌های نظامی تندرو تا سال ۱۹۴۵ بود.

## جغرافیا

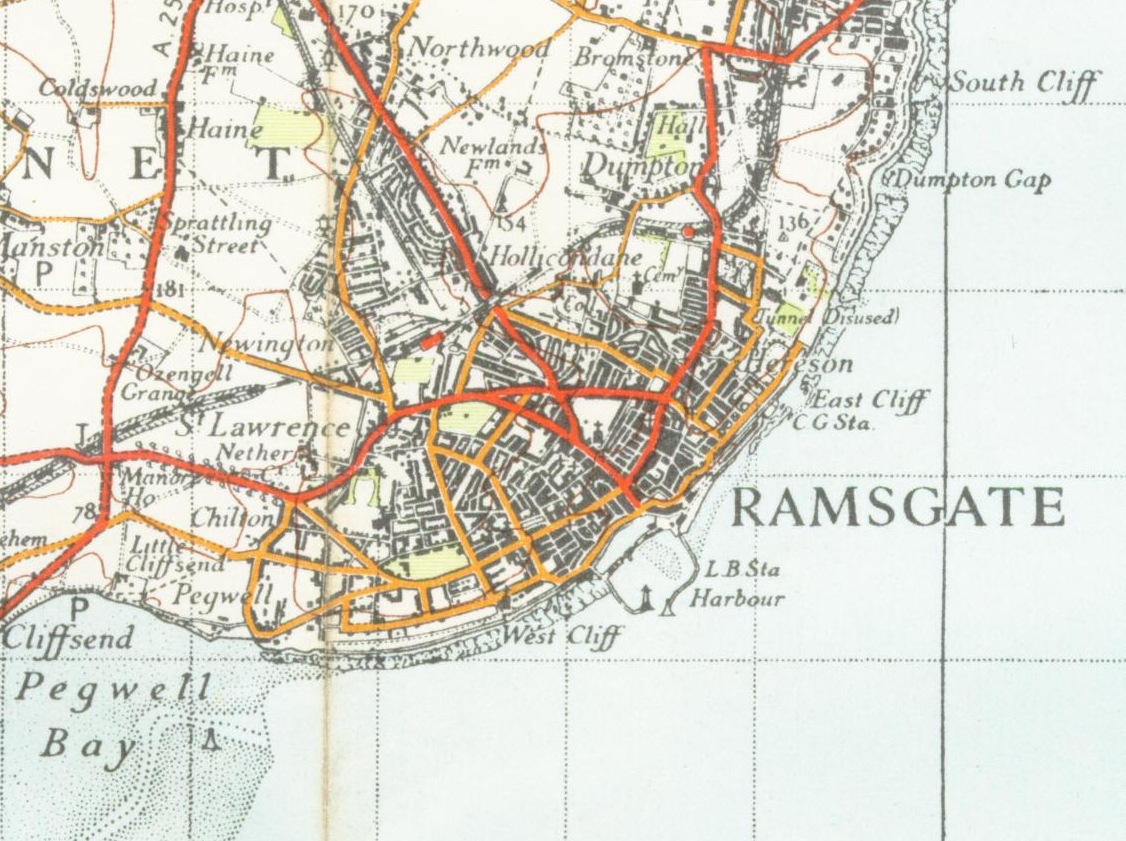
نقشه رامس‌گیت سال ۱۹۴۵

رامس‌گیت در جنوب شرقی و ۷۸ مایلی مرکز لندن و در یکی از شرقی‌ترین نقاط بریتانیا واقع شده‌است. رامس‌گیت بازه زمانی خاص خود را دارد که ۵ دقیقه و ۴۱ ثانیه از بازه زمانی گرینویچ جلوتر است.

### آب و هوا
رامس‌گیت دارای آب و هوای اقیانوسی که در بریتانیا عادی محسوب می‌شود هست.
نزدیک‌ترین ایستگاه هواشناسی به رامس‌گیت در دو مایلی غرب آن واقع در فرودگاه منستون است.
گرم‌ترین دمایی که تاکنون برای رامس‌گیت ثبت شده‌است ۳۴٫۶ °C در آگوست ۲۰۰۳ است.
سردترین دمای ثبت شده نیز -۱۴٫۵ °C در فوریه ۱۹۸۶ بود.
متوسط بارندگی ۵۵۰ میلی‌متر در سال برای رامس‌گیت آن را به عنوان یکی از مناطق خشک انگلستان معرفی می‌کند.
نزدیک به ساحل و بودنش در جنوب انگلستان آن را شهری آفتای در مقابل بیشتر بریتانیا می‌سازد، بیش از ۱۷۰۰ ساعت آفتاب در سال.
تنها ساحل ساسکس آفتابی‌تر از ساحل رامس‌گیت است.

## حکومت
رامس‌گیت از حوزه مجلس جنوب ثانت است.
رامس‌گیت در سال ۱۸۸۴ به عنوان یک محله شهری ثبت شد. این تغییر در سال ۱۹۷۴ لغو شد تا زمانی که رامس‌گیت جزئی از دولت محلی ثانت شد.
این شهر دارای ۷ حوزه انتخاباتی است که این حوزه‌ها دارای ۱۷ صندوق از ۵۶ صندوق ثانت هست.

## اقتصاد
درآمد اصلی رامس‌گیت از توریسم و ماهیگیری تأمین می‌شود. این شهر دارای تفریح‌گاه ساحلی پررونقی و ۸۰۰ لنگرگاه برای پهلوگیری کشتی‌ها و طیف گسترده‌ای از کسب و کارهای ساحلی است.
همچنین رامس‌گیت دارای با ارزش‌ترین ماهی لندینگ در کنت است، صنعت ماهیگیری رو به افت می‌باشد.

## جمعیت
طبق سرشماری سال ۲۰۰۱ انگلستان، رامس‌گیت دارای ۳۹٬۶۳۹ نفر جمعیت است.
به ازای هر ۱۰۰ زن، ۹۱ مرد وجود دارد. میانگین سنی در رامس‌گیت ۶٪ بین ۰-۴ سال، ۱۶٪ بین ۵-۱۵ سال، ۵٪ بین ۱۶-۱۹ سال، ۳۱٪ بین ۲۰-۴۴ سال، ۲۴٪ بین ۴۵-۶۴ سال و ۱۸٪ ۶۵ سال و بیشتر هستند.